# Ahmet Nazif Alpman
Ahmet Nazif Alpman war der Generalkonsul der Türkei in der türkischen Botschaft in Berlin.
Alpman studierte in den 1970er-Jahren Politikwissenschaften und Philosophie an der Universität Straßburg als Beamtenanwärter bei der Ständigen Vertretung des Europarates. Sein weiterer Werdegang führte ihn über San Francisco, Los Angeles, Peking, Straßburg, New York, Tokio, Köln und Mainz.
Alpman ist Mitglied des Stiftungs-Beirats des Europa-Haus Marienberg. (Stand: 2009)